# Antti Kuismala
Antti Kuismala (* 20. Februar 1976 in Ristiina) ist ein ehemaliger finnischer Fußballspieler. Er war zuletzt Torhüter in der Ykkönen bei MP Mikkeli.

## Karriere
Nach dem Weggang von Jussi Jääskeläinen wurde er zur Saison 1996 Stammtorhüter bei MP Mikkeli. Anschließend war er auch bei mehreren Vereinen in der Veikkausliiga, z. B. kurze Zeit bei Tromsø IL, kam dort jedoch nicht zum Einsatz. Zuletzt spielte er von 2013 bis zum Karriereende 2017 wieder bei MP Mikkeli.